# Grigori Grigorjewitsch Marasli

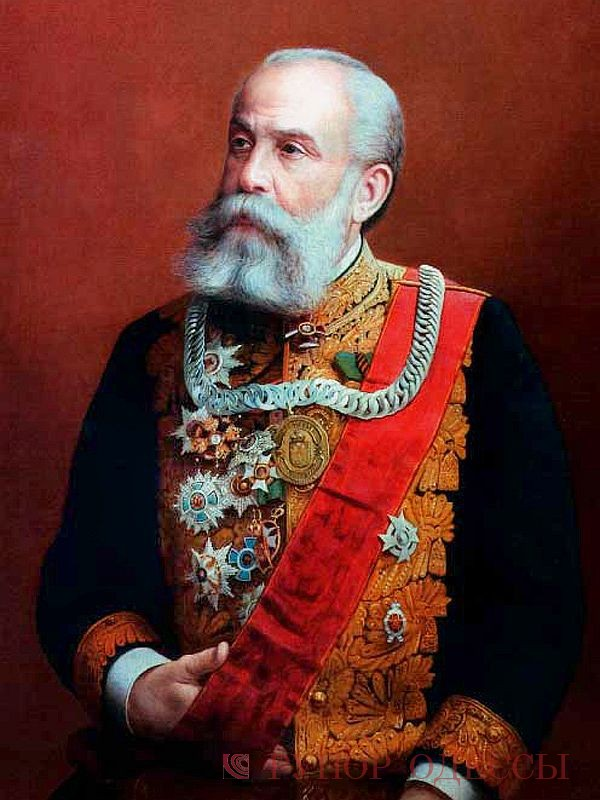
Grigori Grigorjewitsch Marasli (Iwan Andrejewitsch Arzew, 1896, Kunstmuseum Odessa)

Grigori Grigorjewitsch Marasli (russisch Григорий Григорьевич Маразли, griechisch Γρηγόριος Μαρασλής; * 13. Julijul. / 25. Juli 1831greg. in Odessa; † 18. Apriljul. / 1. Mai 1907greg. ebenda) war ein russischer Beamter, Stadthaupt von Odessa und Mäzen.

## Leben
Maraslis Eltern waren der griechische Kaufmann und Hausbesitzer Grigori Iwanowitsch Marasli (1770/80–1853) aus Philippopel, der sich 1803 in Odessa niedergelassen und sich mit Brotexport ein großes Vermögen erworben hatte, und die Kaufmannstochter Soja Fedorowna geborene Feodoridi (1793–1869 Paris). Marasli absolvierte ein privates Odessaer Pensionat und studierte dann am Odessaer Richelieu-Lyzeum in der Juristischen Abteilung, das 1865 die Kaiserliche Neurussische Universität wurde.
Nach dem Lyzeumsabschluss 1850 wurde Marasli Beamter im Rang eines Gouvernementssekretärs (12. Rangklasse) in der Staatskanzlei des Kaukasus-Statthalters Michail Semjonowitsch Woronzow. 1858 wurde er auf eigenen Antrag als Hofrat (7. Rangklasse) entlassen. 1863 wurde er in die Staatskanzlei des Kaukasusstatthalters als Beamter für besondere Aufträge zurückberufen. 1866 wurde er dort aufgrund häuslicher Umstände entlassen, um noch im selben Jahr auf Anordnung des Innenministeriums zum Generalgouverneur Neurusslands und Bessarabiens abkommandiert zu werden. 1868 wurde er Staatsrat (5. Rangklasse) und 1869 gewählter Ehrenfriedensrichter des Gerichtsbezirks Jassy.
Nach dem Ausscheiden aus der Staatskanzlei des Kaukasusstatthalters lebte Marasli einige Jahre in Paris. Er kehrte dann nach Odessa zurück und widmete sich den öffentlichen Angelegenheiten der Stadt. Er wurde Mitglied der Stadtduma und war ab 1873 Mitglied der Stadtregierung. Bei Abwesenheit des Stadthaupts vertrat er es 1871–1872, 1873 und 1875. 1878 wurde er selbst als Nachfolger Nikolai Alexandrowitsch Nowosselskis zum Stadthaupt gewählt. Er wurde 1874 Wirklicher Staatsrat (4. Rangklasse) und 1883 Geheimer Rat (3. Rangklasse).
Als Stadthaupt eröffnete Marasli 1881 die erste Pferdebahnlinie in Odessa. Ein Gebäude für das städtische Theater wurde errichtet. Pawel Sacharowitsch Jamtschitski (1800–1882) spendete das Geld für den Bau des Pawlowski-Wohnhauskomplexes mit billigen Wohnungen. Ein Puschkin-Denkmal und eine Alexander-II.-Säule (1891) wurden eingeweiht. Am nahen  Kujalnizki-Liman wurde ein Heilbehandlungsstättenkomplex errichtet, dem Marasli auf eigene Kosten eine Baracke für notleidende Kranke hinzufügte. Zum Chadschibeiski-Liman wurde eine Dampfstraßenbahnline gebaut. Ein Übernachtungsheim für entlassene Sträflinge wurde gebaut, und ein Heim für Findelkinder wurde eröffnet. Das städtische Krankenhaus bekam eine psychiatrische Abteilung.
Auf seinem Datschengrundstück eröffnete Marasli eine Gartenbauschule, wofür er auf eigene Kosten zwei zweistöckige Gebäude (eins mit Hauskirche) und ein einstöckiges Gebäude bauen ließ. Er spendete 30.000 Rubel für den Bau eines Übernachtungsheims und zweier Kantinen. Er stiftete das Gebäude für die erste Bakteriologie-Station in Russland, einen städtischen öffentlichen Hörsaal, einen städtischen öffentlichen kostenlosen Lesesaal mit Volksschule, einige Armenhäuser, Billig-Kantinen, Heime und Volksschulen in der Stadt und in der Umgebung. Er beteiligte sich an der Finanzierung des Gebäudes der jetzigen Wirtschaftsuniversität Athen. Er finanzierte die griechisch-orthodoxe Schule in Fatih, Konstantinopel, ein Waisenhaus auf der Insel Korfu und weitere Schulen in Philippopel, Saloniki und anderen Orten. Er erwarb eines der schönsten Häuser in der Stadt und übergab es der Stadt für die Einrichtung eines Museums der Schönen Künste (1899 eröffnet, heute Nationales Kunstmuseum Odessa). Zur Erinnerung an seine verstorbenen Eltern ließ er 1896 eine Kirche am 2. Mädchengymnasium bauen. Bereits zu seinen Lebzeiten wurde eine Straße nach ihm benannt.
1895 gab Marasli aus Gesundheitsgründen das Stadthauptamt auf, blieb aber in der Stadtduma und setzte seine Wohltätigkeit fort. Neues Stadthaupt wurde Walerian Nikolajewitsch Ligin.
Marasli wurde in der griechischen Dreifaltigkeitskathedrale bestattet. Ohne direkte Nachkommen hatte er beantragt, sein Vermögen und seinen Familiennamen seinem Neffen 2. Grades Georgi Wladimirowitsch Frederiks (1890–1927) überlassen zu dürfen.

## Ehrungen
- Russischer Orden der Heiligen Anna III. Klasse (1858), II. Klasse (1871), I. Klasse (1882)
- Kommandeurskreuz des Erlöser-Ordens (1871), Großkommandeurskreuz  (1889), Großkreuz (1900)
- Sonnen- und Löwenorden II. Klasse (1872)
- Mecidiye-Orden III. Klasse (1874), I. Klasse (1899)
- Sankt-Stanislaus-Orden I. Klasse (1879)
- Orden Danilos I. für die Unabhängigkeit II. Klasse (1880)
- Takovo-Orden[5]
- Orden des Heiligen Wladimir II. Klasse (1888)
- Kaiserlich-Königlicher Orden vom Weißen Adler (1891)
- Großkreuz des Ordens der Krone von Italien (1891)
- Orden der Krone von Thailand (1892)
- Großkreuz des Friedrichs-Ordens (1892)
- Großoffizierskreuz der Ehrenlegion (1892)
- Orden der Krone von Rumänien I. Klasse (1902)
- Alexander-Newski-Orden (1903)

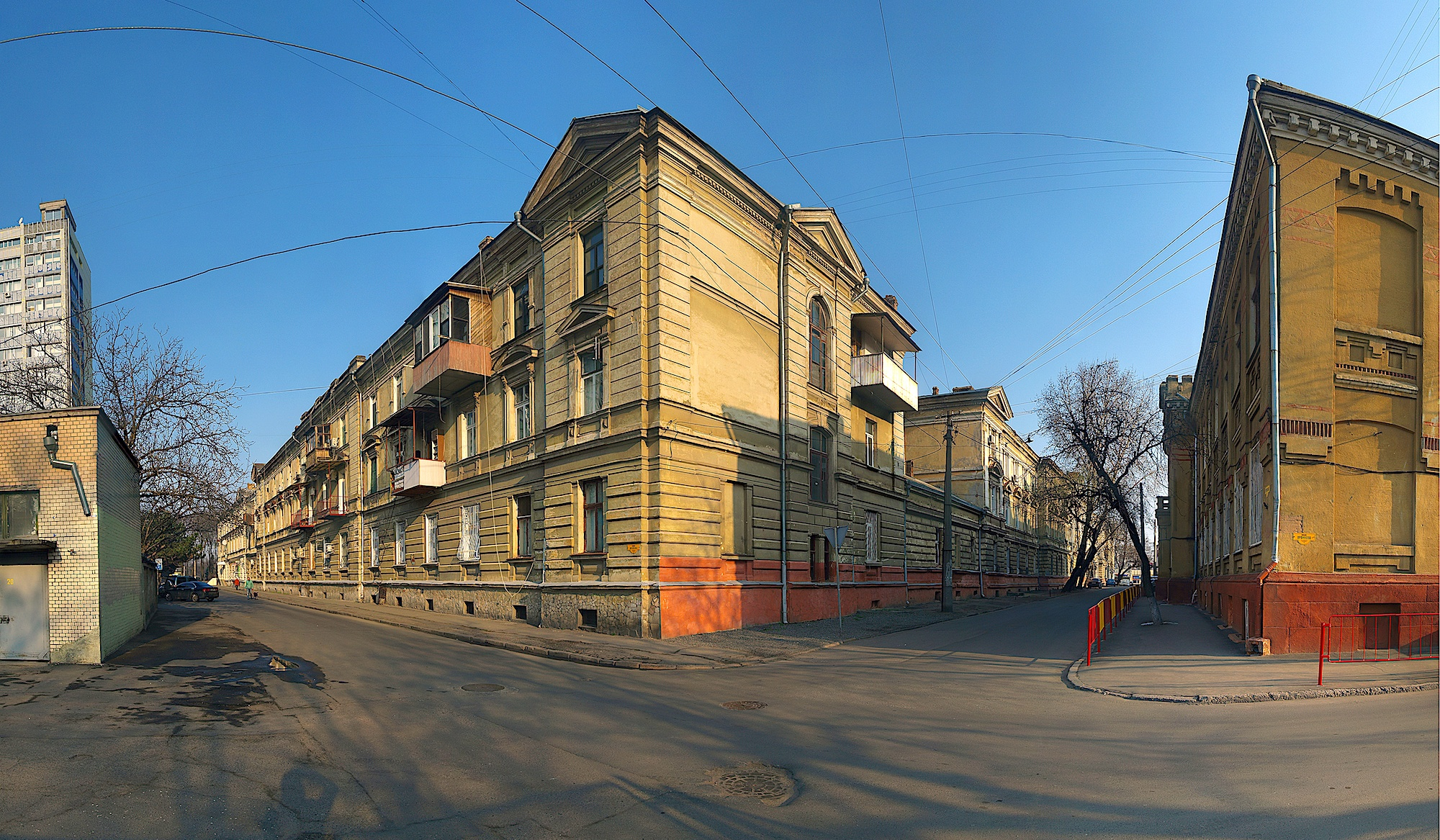
Pawlowski-Wohnhauskomplex, Jamtschitskaja-Straße, Odessa
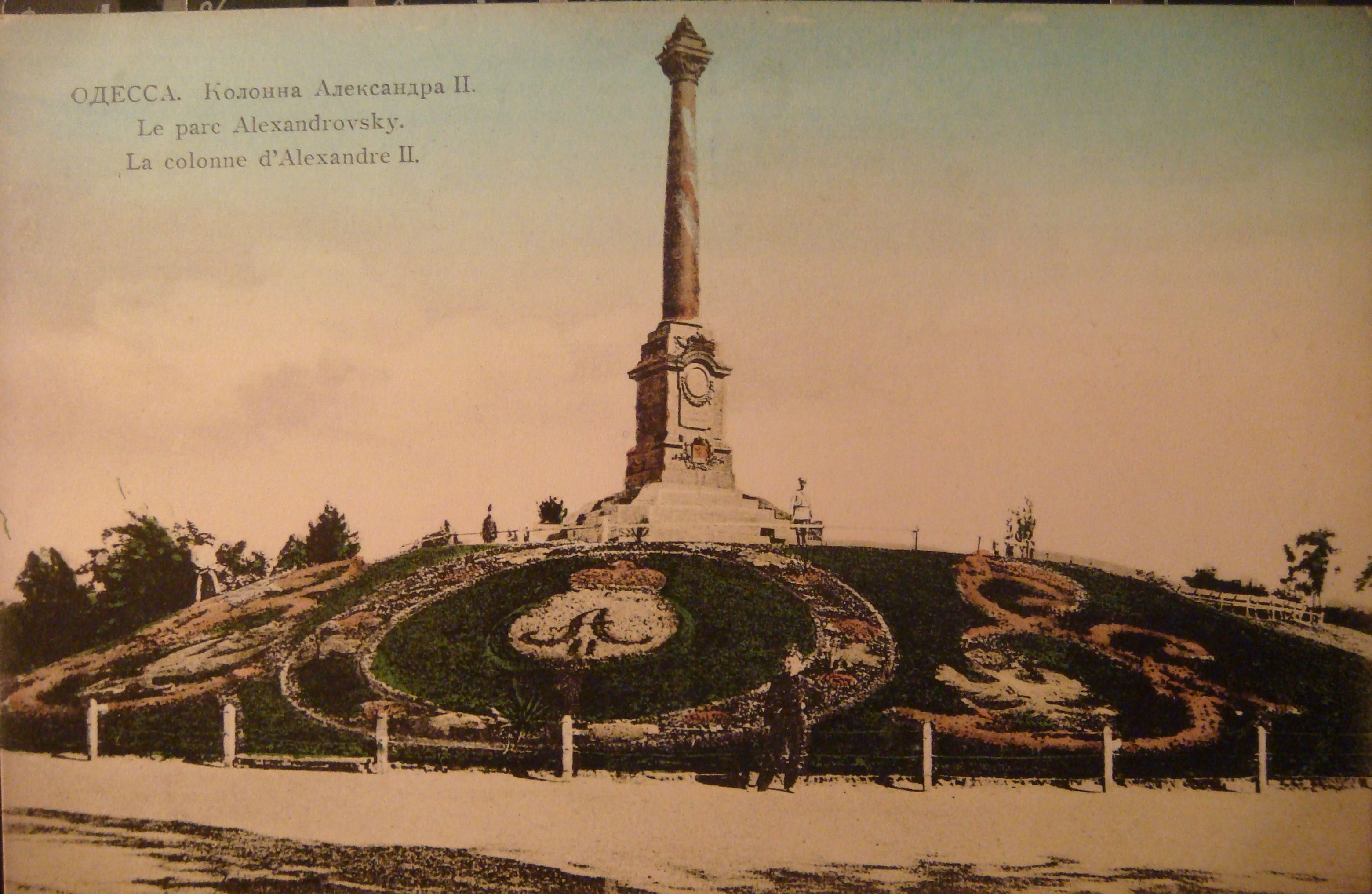
Alexander-II.-Säule, Odessa
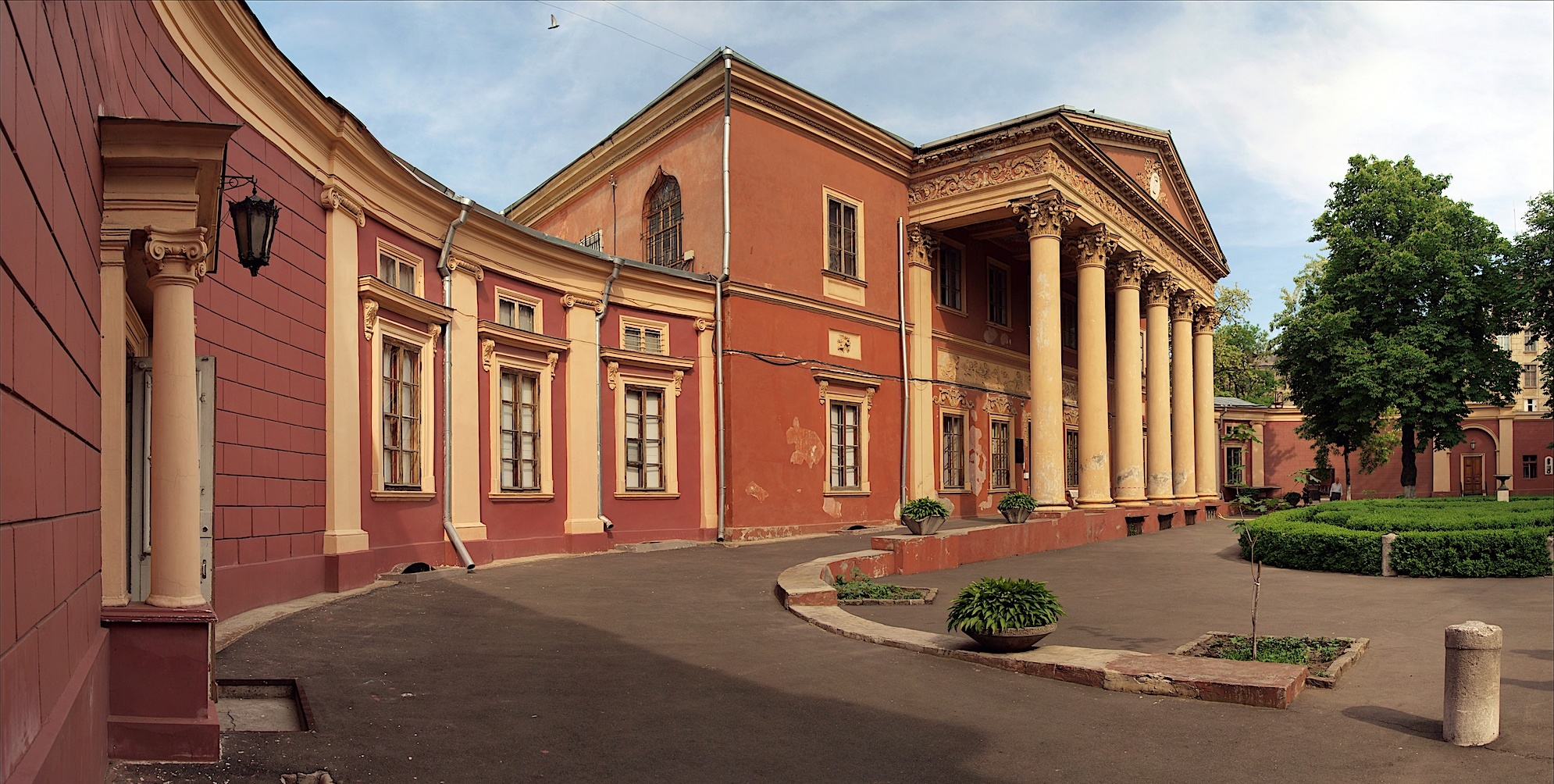
Kunstmuseum Odessa
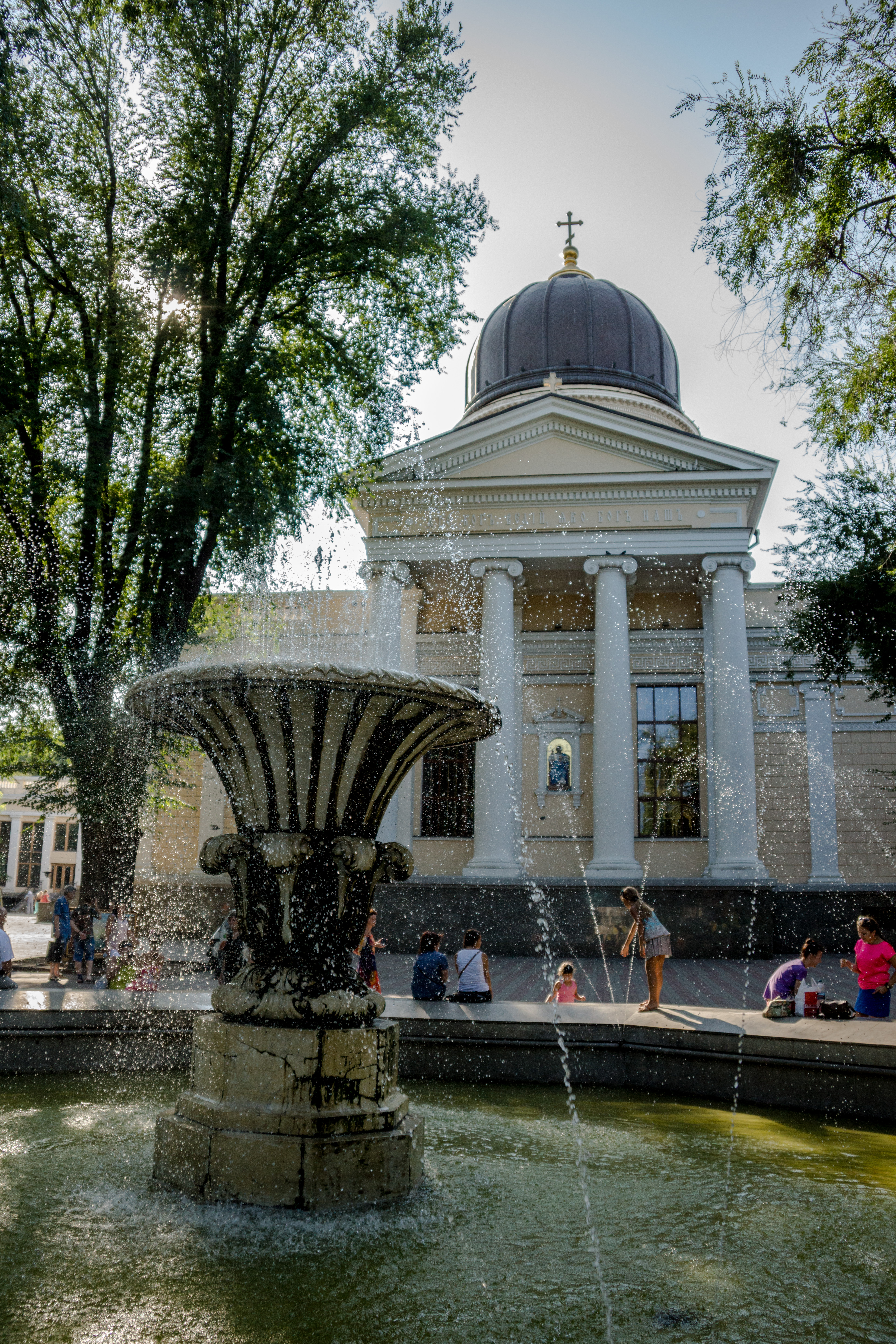
Maraslis Brunnen (1874) an der Verklärungskathedrale, Odessa
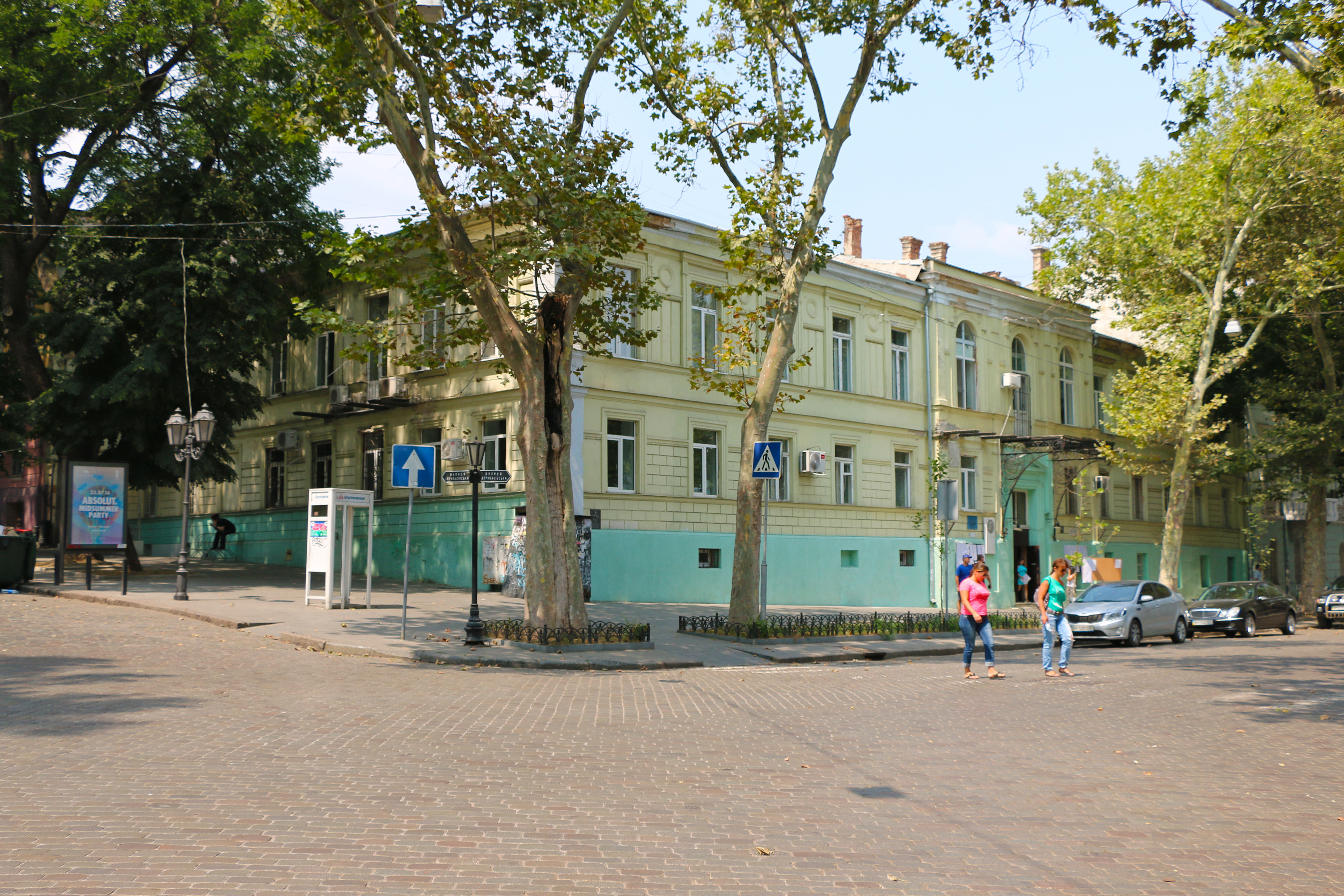
Maraslis Haus, Puschkin-Straße 4/8, Odessa
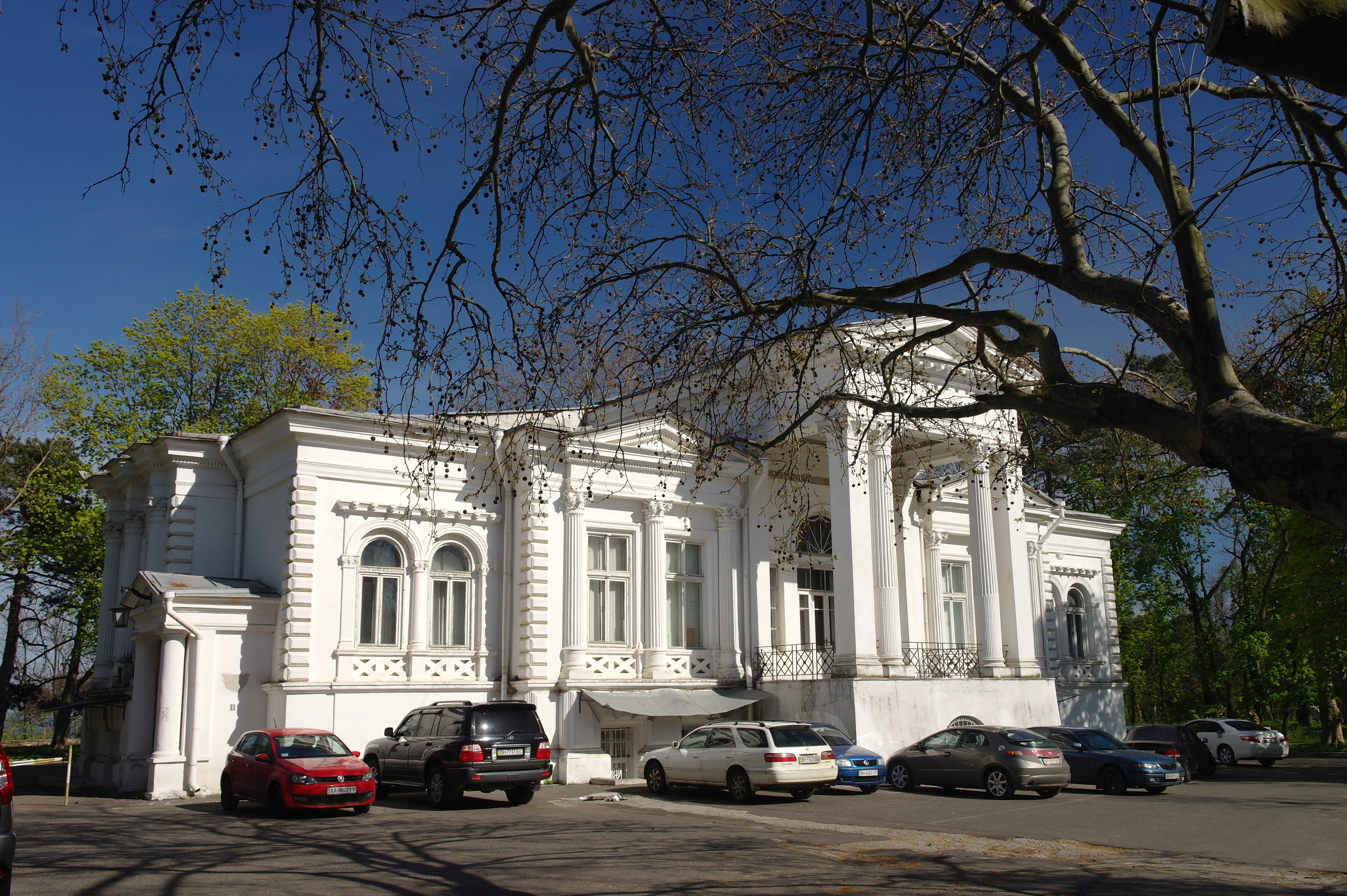
Marasli-Villa,[2] Franzuski-Bulwar 85, Odessa
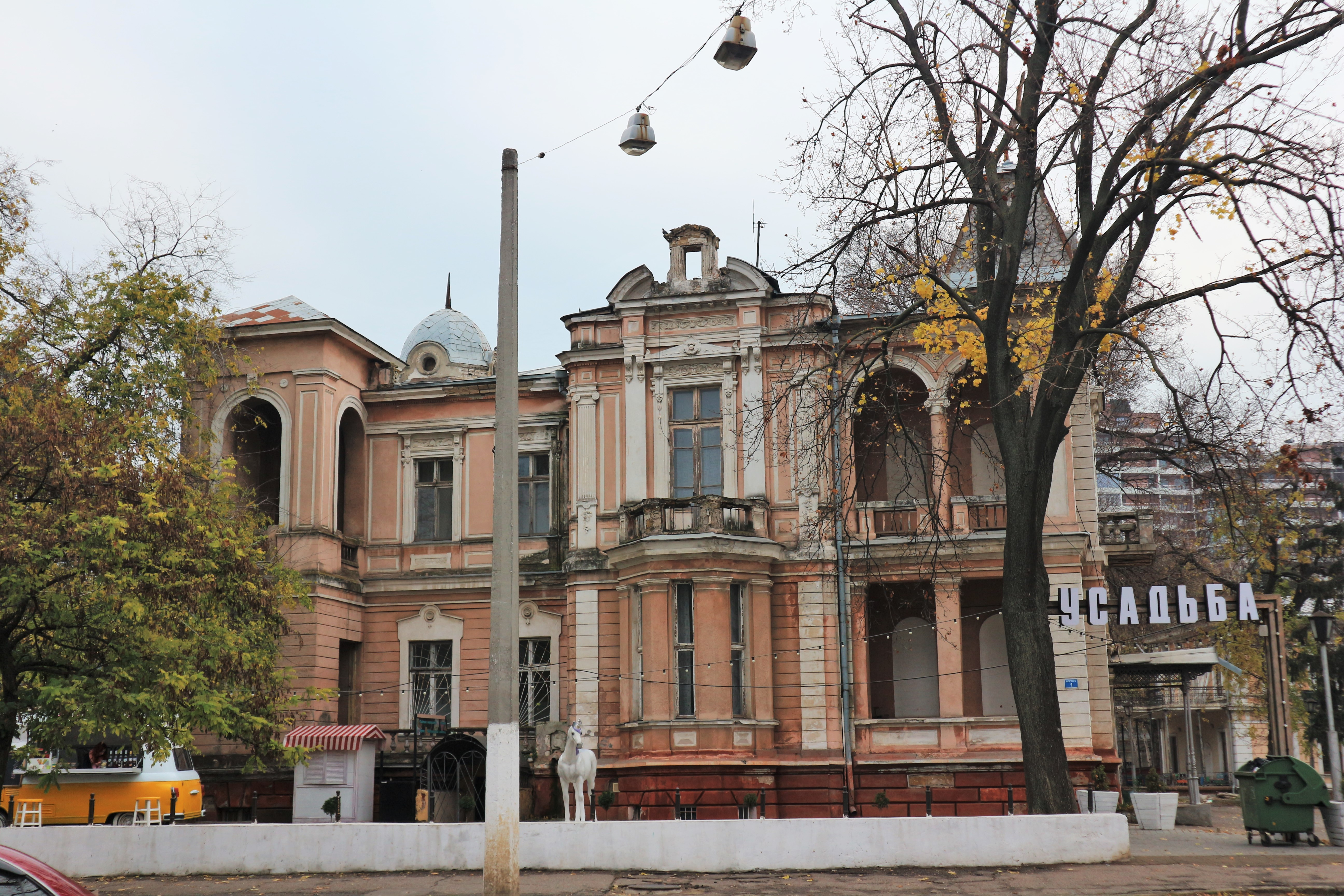
Maraslis Datsche, Lidersiwski-Bulwar 13, Odessa
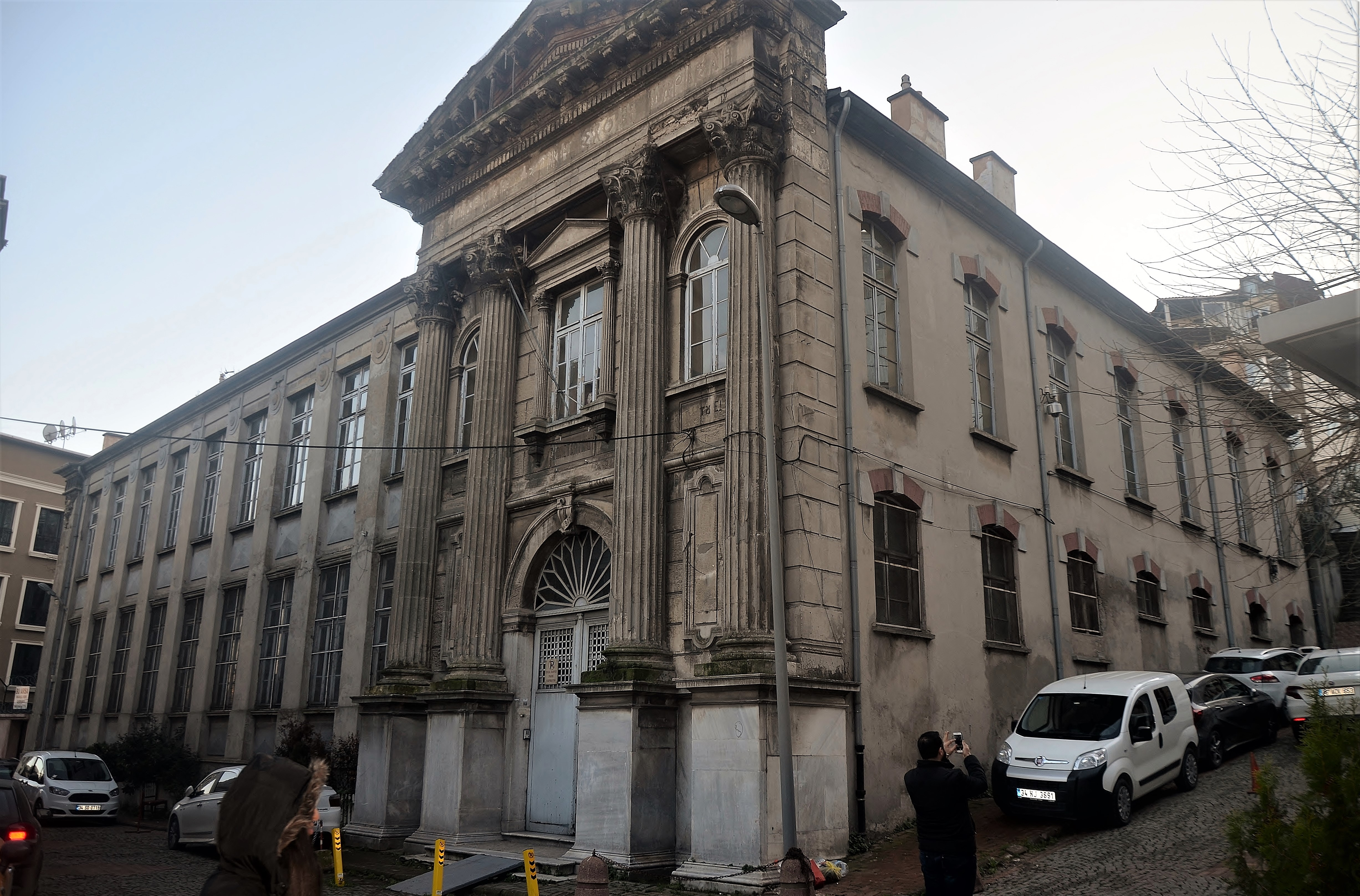
Ehemalige griechisch-orthodoxe Schule, Fatih, Istanbul
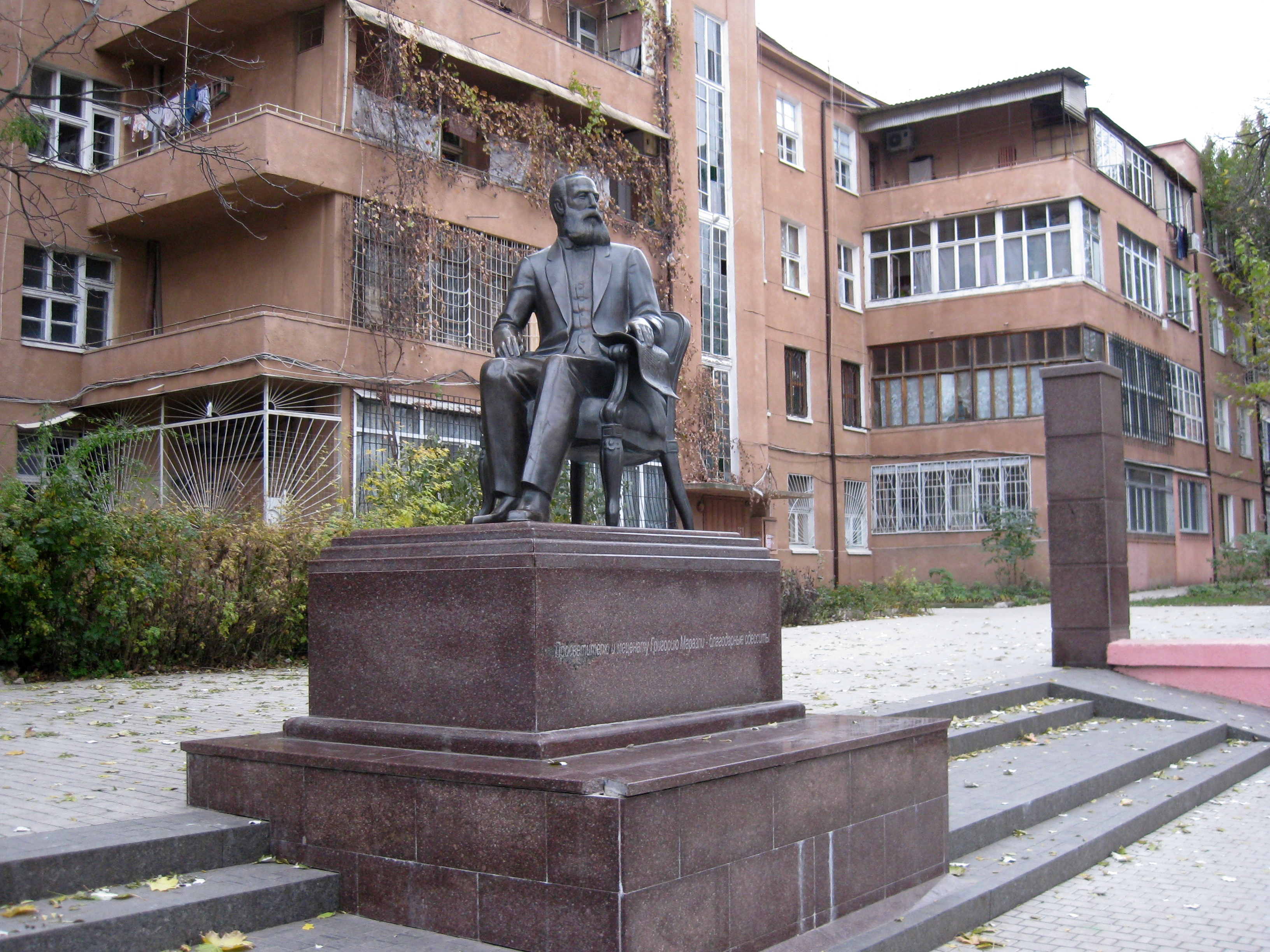
Marasli-Denkmal (2004),[2] Odessa